# Fattoria Bicocchi
La fattoria Bicocchi, nota anche come Numero Uno, è un edificio storico situato a Follonica, nella provincia di Grosseto, in Toscana.
L'edificio è situato in una strada rurale nei pressi della strada statale Aurelia, ai limiti del perimetro urbano di Follonica.

## Storia
Negli anni trenta del XIX secolo, il granduca Leopoldo II di Lorena dispose importanti opere di bonificamento in tutto il territorio della Maremma grossetana e iniziò il grande processo di ammodernamento dell'industria siderurgica di Follonica, dando inizio anche al primo sviluppo urbanistico della città.
Al fine di favorire i lavori di prosciugamento e colmata delle paludi della Pecora, i terreni furono suddivisi in ventotto "preselle" da vendere a privati con l'obbligo di effettuare lavori di regimazione idraulica e di metterli a coltura. Buona parte di quello che è il territorio comunale di Follonica rientrava all'epoca nella presella "Numero Uno", comprendente circa 600 ettari. Nel 1851 la tenuta venne ceduta alla famiglia Bicocchi, che vi realizzò l'imponente complesso architettonico della villa-fattoria e che effettuò i lavori per il risanamento agricolo del territorio.

## Descrizione
La fattoria è stata costruita verso la metà del XIX secolo e rappresenta un esempio dell'eclettismo tipico di quel periodo in termini di architettura, con una particolare predilezione per il neogotico. Il casolare presenta infatti due torri, bifore, merlature e finestre ad arco acuto che richiamano le architetture quattrocentesche.
All'interno della fattoria si trova anche una piccola cappella gentilizia il cui interno è decorato da marmi colorati e affreschi. La facciata a capanna presenta invece una finestra a lunetta e un piccolo tondo di terracotta con la Madonna col Bambino.